# TV Amazônia (Santarém)
A TV Amazônia é uma emissora de televisão brasileira com sede em Santarém, Pará. A emissora é afiliada à Rede Super e é sintonizada no canal 7 VHF analógico e canal 34 UHF digital.

## História
Foi inaugurada em 21 de julho de 1988 como afiliada da Rede Manchete, umas das primeiras no interior do Pará até o dia 21 de julho de 1992, quando passou a retransmitir a Rede Record (atual RecordTV). Ao mesmo tempo, para evitar a perda da Manchete na região foi inaugurada a retransmissora da rede no canal 10 analógico no mesmo dia.
Em 21 de julho de 1998, a emissora perdeu afiliação da Record com a recém-inaugurada TV Guarany no canal 15 UHF e a emissora voltou ser afiliada da Manchete (que antes era repetida no canal 10 desde 1992), enquanto a retransmissora passou a repetir o sinal da Rede Boas Novas (atual Boas Novas). A afiliação foi até a sua extinção em 30 de maio de 1999, quando entrou no ar a TV!, após a grave crise da rede.
Durante a transmissão da TV!, os dirigentes da nova rede conseguiram convencer os dirigentes da afiliada permanecer com nova rede, já que algumas afiliadas estavam descontentes com o fim da Manchete e estavam saindo da nova rede. Com isso, a afiliada manteve a rede até se transformar em RedeTV! no final do ano.

### 1999-2018: RedeTV!
Em 15 de novembro de 1999, a TV! se transforma em RedeTV! e se torna uma de suas primeiras afiliadas.
Nos anos 2000, se tornou umas das principais afiliadas da RedeTV! no interior do Pará. É nessa época que os pastores da Igreja da Paz (sediada em Fortaleza, Ceará), assumem parte do controle acionário da emissora com seus programas religiosos, pois pela lei brasileira, igrejas não podem serem detentoras de radiodifusão, excerto para quem é pessoa física (indivíduo) ou jurídica (organizações ou fundações).
Durante o mês de fevereiro de 2010, foi noticiado por sites e blogs locais de que a emissora pode deixar de ser afiliada da RedeTV! no futuro. O motivo é que o empresário Sebastião Miranda Neto (filho do ex-prefeito da cidade de Santarém, Sebastião Miranda) ganhou a assinatura da outorga do canal 2 como geradora na cidade de Santarém pelo Ministério das Comunicações no mesmo mês. A assinatura da outorga foi feita com o então presidente Lula após parecer favorável do ministério e ter acertado contrato de afiliação com os dirigentes da RedeTV!. Miranda Neto é detentor das emissoras de TVs em Belém e Altamira.
No dia 1.º de fevereiro de 2016, estreou às 18 horas, o telejornal Amazônia News, em substituição ao outro telejornal Amazônia Urgente (provavelmente para evitar alusão com o Brasil Urgente, exibido pela Bandeirantes, através da RBA TV na região).

### Desde 2018: RedeTV! para Rede Super
No início da madrugada do dia 22 de junho de 2018 (no dia do aniversário de Santarém), depois de 18 anos como afiliada da RedeTV!, a TV Amazônia saiu do ar após o fim do Leitura Dinâmica. No início da manhã do mesmo dia, a emissora voltou ao ar, mas como nova afiliada à Rede Super.
Com afiliação, sua programação local foi obrigada a se adaptar com a programação religiosa da nova rede, como também em reação da antiga afiliada contra a RedeTV!, pelo fato dela ser uma rede secular, desde os anos 2000, que abordava muitos temas polêmicos frente às doutrinas cristãs em programas televisivos da rede, como Superpop.
No dia 30 de Setembro de 2019, a TV Amazônia mudou de logomarca e anunciou a estreia de 3 novos programas: o Na Real com Anna Lídia, voltada para o público jovem que vai ao ar todas às sextas-feira às 22 horas que estreou no dia 4 de outubro, Sou Filha que vai ao ar todos os sábados às 9 horas que estreou no dia 5. No mesmo dia o estreou o Minha História.